# Kaltenreuth
Kaltenreuth ist ein Weiler mit 15 Einwohnern und gehört als Ortsteil zur oberfränkischen Stadt Burgkunstadt, Landkreis Lichtenfels.

## Geographische Lage
Kaltenreuth befindet sich auf 337 m ü. NHN, auf einer Hochebene östlich von Burgkunstadt, im Obermainischen Hügelland. Die Hochebene wird gebildet aus Oberem Burgsandstein und darunterliegenden Schichten des Mittleren Burgsandsteins. Die nächsten Ortschaften sind Burgkunstadt und Theisau. Der Ortskern von Burgkunstadt befindet sich rund 1,6 km nordwestlich.

## Geschichte
Die erste urkundliche Erwähnung war 1418/1419 als „Kaltenrewt“ im Urbar des Klosters Langheim.

### Einwohnerentwicklung
Die Einwohnerentwicklung von Kaltenreuth anhand einzelner Daten, maßgeblich aus dem 21. Jahrhundert:
| - 1827: 14 - 1833: 12 - 1867: 21 - 1987: 21 - 2001: 19 - 2002: 18 - 2003: 15 - 2004: 15 - 2005: 16 | - 2006: 18 - 2007: 17 - 2008: 17 - 2009: 18 - 2010: 14 - 2011: 15 - 2012: 13 - 2013: 15 |

## Vereine
- SFG Burgkunstadt „Kordigast“ e. V.